# الیزابت اوسل
الیزابت اوسل (به آلمانی: Elisabeth Osl)، یک دوچرخه‌سوار کوهستان اهل اتریش است. او در رقابت‌های المپیک تابستانی ۲۰۰۸، نفر یازدهم شد. همچنین، در المپیک تابستانی ۲۰۱۲، در رقابت‌های بیناکشوری زنان در Hadleigh Farm، رتبهٔ پانزدهم را کسب کرد.